# Norco (Louisiana)
Norco és una població dels Estats Units a l'estat de Louisiana. Segons el cens del 2000 tenia 3.579 habitants.

## Demografia
Segons el cens del 2000, Norco tenia 3.579 habitants, 1.329 habitatges, i 983 famílies. La densitat de població era de 462,2 habitants/km².
Dels 1.329 habitatges en un 32,1% hi vivien nens de menys de 18 anys, en un 54,5% hi vivien parelles casades, en un 14,7% dones solteres, i en un 26% no eren unitats familiars. En el 23% dels habitatges hi vivien persones soles l'11,2% de les quals corresponia a persones de 65 anys o més que vivien soles. El nombre mitjà de persones vivint en cada habitatge era de 2,68 i el nombre mitjà de persones que vivien en cada família era de 3,16.
Per edats la població es repartia de la següent manera: un 26,3% tenia menys de 18 anys, un 8,6% entre 18 i 24, un 29% entre 25 i 44, un 19,1% de 45 a 60 i un 17,1% 65 anys o més.
L'edat mediana era de 37 anys. Per cada 100 dones de 18 o més anys hi havia 89,2 homes.
La renda mediana per habitatge era de 37.270 $ i la renda mediana per família de 46.446 $. Els homes tenien una renda mediana de 35.369 $ mentre que les dones 22.406 $. La renda per capita de la població era de 17.065 $. Entorn del 8,5% de les famílies i l'11,4% de la població estaven per davall del llindar de pobresa.

## Poblacions més properes
El següent diagrama mostra les poblacions més properes.